# Santa Rosa (Californie)
Pour les articles homonymes, voir Santa Rosa.
Santa Rosa est une ville de l’État de Californie, siège du comté de Sonoma, aux États-Unis.

## Géographie
Situé à 90 km au nord de San Francisco, dans le comté de Sonoma (Californie), Santa Rosa est proche de la Napa Valley et fait donc partie du Wine Country de Californie. En janvier 2008, la population de la ville était d'environ 161 496 habitants (486 630 dans son aire de recensement).

## Histoire
Zone peuplée par les Espagnols avant 1800, le nom de Santa Rosa a été donné par le père Juan Amorosa.
En octobre 2017, un gigantesque incendie, le Tubbs Fire, ravage 90 000 hectares en Californie. Plus de 9 000 pompiers combattent le feu. Plus de 1 400 bâtiments sont détruits à Santa Rosa. Le quartier de Coffey Park comptera vingt-deux morts.[réf. nécessaire]

## Sismicité
Santa Rosa est situé au sommet de la faille de Hayward.
La ville est celle qui a été le plus touchée par le tremblement de terre de 1906 qui a ravagé San Francisco.
Deux tremblements de terre de magnitude 5,6 et 5,7 ont secoué Santa Rosa le 1er octobre 1969. C'étaient les plus forts tremblements de terre à frapper la ville depuis 1906. Les épicentres se situaient à environ trois kilomètres au nord de la ville.

## Économie
- liste des entreprises à Santa Rosa

## Santa Rosa au cinéma
- En 1943, Alfred Hitchcock filme et situe l'action de L'Ombre d'un doute dans la ville. Entre autres, la gare en pierre, un des seuls bâtiments commerciaux subsistant après le tremblement de terre de 1906, y est visible.

## Démographie
| 1860  | 1870  | 1880  | 1890  | 1900  | 1910  |
| ----- | ----- | ----- | ----- | ----- | ----- |
| 1 623 | 2 898 | 3 616 | 5 220 | 6 673 | 7 817 |

| 1920  | 1930   | 1940   | 1950   | 1960   | 1970   |
| ----- | ------ | ------ | ------ | ------ | ------ |
| 8 758 | 10 636 | 12 605 | 17 902 | 31 027 | 50 006 |

| 1980   | 1990    | 2000    | 2010    | - | - |
| ------ | ------- | ------- | ------- | - | - |
| 82 658 | 113 313 | 147 595 | 167 815 | - | - |

## Jumelages
- Tcherkassy,  Ukraine
- Jeju,  Corée du Sud
- Los Mochis,  Mexique